# 18158 Nigelreuel
18158 Nigelreuel (2000 PM10) là một tiểu hành tinh vành đai chính được phát hiện ngày 1 tháng 8 năm 2000 bởi nhóm nghiên cứu tiểu hành tinh gần Trái Đất phòng thí nghiệm Lincoln ở Socorro.